# Linda Perry

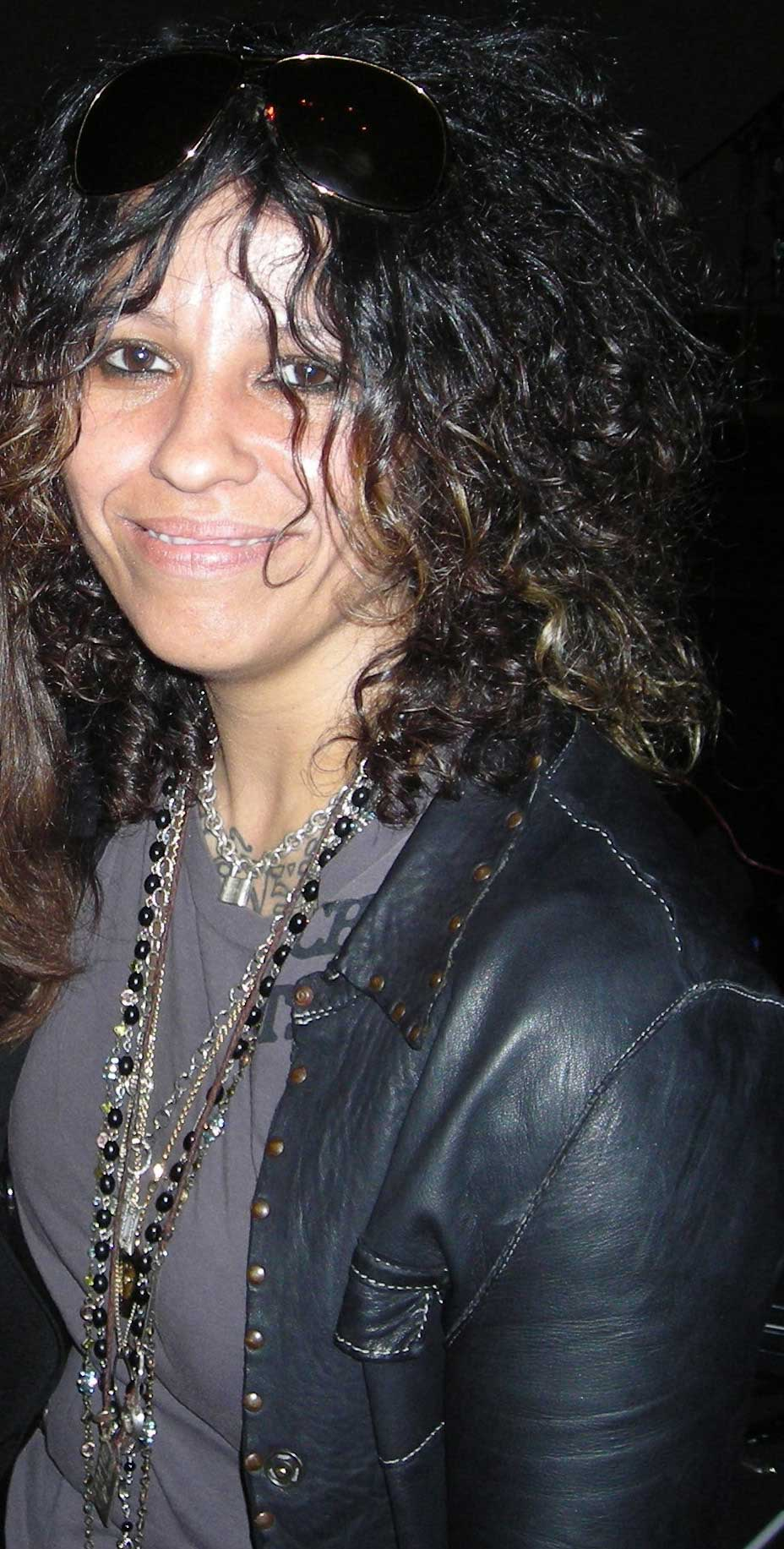
Linda Perry (2008)

Linda Perry (* 15. April 1965 in Springfield, Massachusetts) ist eine US-amerikanische Rocksängerin, Songwriterin und Musikproduzentin. Sie wurde als Sängerin und Komponistin der Band 4 Non Blondes bekannt und begann 1995 eine Solokarriere. Seit 2001 schrieb Perry zahlreiche Songs für Sängerinnen wie Céline Dion, Pink, Christina Aguilera und Gwen Stefani. Perry ist Besitzerin des Labels Custard Records, das u. a. James Blunt unter Vertrag hat.

## Leben und Karriere
Linda Perry verbrachte ihre Jugend verwahrlost und vernachlässigt in San Diego. Die meiste Zeit war sie schnorrend im Balboa Park anzutreffen, wo sich Perry viele Möglichkeiten boten, sich mit Drogen wie LSD, Kokain oder Ice zu versorgen. Ihre Drogenkarriere endete abrupt, als Perry alkoholisiert und unter Drogeneinfluss von einem Turm im Balboa Park fiel. Mehrere Wochen außer Gefecht gesetzt, unterzog sie sich einem kalten Drogenentzug.
Perry, die mit sechs Geschwistern aufwuchs, entdeckte ihre Liebe zur Musik durch ihren älteren Bruder John, der Mitglied in der Rock-Band Kaos war. Beeindruckt von der Aufmerksamkeit, die ihr Bruder durch die Musik erhielt, versuchte sie ihm nachzueifern und begann Gitarre zu spielen. Auf der Suche nach einer Band begab sich Perry 1987 nach San Francisco, wo sie sich als Kellnerin und als Solokünstlerin mit Auftritten in Clubs ihr Geld verdiente. Dort traf sie 1989 auf Christa Hillhouse, Shaunna Hall und Wanda Day. Die vier Musikerinnen gründeten die Alternative-Rockband 4 Non Blondes. 1993 hatte die Band mit der Single What’s Up? einen weltweiten Erfolg. Perry zeigte dabei eine Vorliebe für große Hüte und Schuhe.

### Solokarriere
1995 trennte sich Perry von den 4 Non Blondes aufgrund musikalischer Differenzen (Siehe auch 4 Non Blondes – Bandgeschichte). Während Perry sich nicht mit der bisherigen Musik der Band identifizieren konnte und einen anderen musikalischen Weg einschlagen wollte, beharrten die anderen Bandmitglieder auf ein Fortführen des bisherigen Musikstils. Das Plattenlabel Interscope Records (bzw. Atlantic Records) entschied sich, das vertraglich vereinbarte zweite Album nicht mit den 4 Non Blondes, sondern mit Linda Perry zu veröffentlichen. 1996 erschien Perrys erstes Album In Flight. Auf dem Album verarbeitete Perry teilweise Lieder, die sie für das zweite Album der 4 Non Blondes geschrieben hatte, aber die den restlichen Bandmitgliedern nicht zugesagt hatten. Die Promotion des Albums musste Perry mit ihren eigenen finanziellen Mitteln durchführen. Sowohl das Album als auch die beiden Singleauskopplungen Fill me up und Freeway konnten nicht an die Erfolge anknüpfen, die Perry Jahre zuvor mit den 4 Non Blondes hatte.
Angesichts der mangelnden Unterstützung durch Interscope bat Perry 1998 den Interscope-Geschäftsführer Tom Whalley, sie aus dem Plattenvertrag zu entlassen; einige Wochen später kam Whalley dieser Bitte nach.
Kurze Zeit später startete Linda Perry einen zweiten Versuch als Solokünstlerin und nahm innerhalb von nur drei Wochen das Album After Hours auf, das sie 1999 unter ihrem eigenen Label veröffentlichte. Auf der folgenden Club-Tour kam es zur Wiedervereinigung mit der ehemaligen 4-Non-Blondes-Bassistin Christa Hillhouse. Aber auch dies konnte das Fehlen einer professionellen Vermarktung nicht kompensieren: After Hours blieb ebenfalls erfolglos.
2002 arbeitete Perry mit Gordon Gano, dem Sänger der Band Violent Femmes, zusammen. Der Titel So it goes auf Ganos Soloalbum Hitting The Ground wurde von Perry gesungen.
2005 schloss Linda Perry einen Vertrag mit dem Plattenlabel Kill Rock Stars, um ihr Solodebüt In Flight erneut zu veröffentlichen. Es folgte eine Tour mit zehn kleineren Auftritten.
In Interviews betonte Linda Perry mehrmals, dass ihre Solokarriere offiziell beendet sei.

### Musikproduktion und Songwriting
Schon 1991 bei den Aufnahmen zum 4-Non-Blondes-Album Bigger, Better, Faster, More! begann Linda Perry als Songschreiberin und Produzentin tätig zu werden. Von den elf Titeln des 4-Non-Blondes-Albums wurden zehn von Perry geschrieben bzw. mitgeschrieben. Als sie bei den Aufnahmen zur späteren Hitsingle What’s up mit der Arbeit des damaligen Produzenten David Tickle unzufrieden war, nahm sie in einem anderen Studio eine neue Version des Titels auf, so wie er später veröffentlicht wurde, nur mit Hilfe eines Toningenieurs.
1995 gründete Perry ihr erstes eigenes Plattenlabel Rockstar Records, bei dem später die Hardrock-Band Two Lane Black Top und die Rockband Stone Fox unter Vertrag standen.
1996/1997 während der Aufnahmen zu In Flight verstärkte sich Perrys Interesse an der Arbeit einer Musikproduzentin. In Flight ist das erste Album, an dem Perry offiziell als Co-Produzentin beteiligt war. Den Produzenten des Albums Bill Bottrell, der sich die Zeit nahm, alle Fragen Perrys zu beantworten, bezeichnet sie heute als ihren Mentor, von dem sie letztendlich alles gelernt hat, was sie über Musikproduktion weiß.

“Bill told me once, when discussing eq’s ‘there is no right or wrong when it comes to recording, turn the knobs until it sounds right to your ear.’ Those words I live by till this day.”

„Bill sagte mir einmal, als wir über EQs diskutierten ‚Es gibt kein Richtig oder Falsch, was die Tonaufnahme betrifft. Dreh solange an den Knöpfen, bis es sich richtig für deine Ohren anhört.‘ Diese Worte lebe ich bis zum heutigen Tag.“

Nachdem Perry der Erfolg als Solokünstlerin versagt geblieben und ihr Label Rockstar Records pleitegegangen war, war Perry 2001 mittellos und arbeitete an einem weiteren Comeback-Versuch. Zu diesem Zeitpunkt erhielt sie einen Anruf der Sängerin Pink (Alecia Moore), die in ihrer Jugend ein großer Fan der 4 Non Blondes war. Moore bat Perry, sie bei ihrem neuen Album zu unterstützen. Nach anfänglichem Zögern willigte Perry ein und gab Pink den Song Get This Party Started, den sie einige Zeit zuvor geschrieben hatte. Nachdem sowohl Pink als auch ihre Plattenfirma mit dem Song zufrieden waren, setzen Pink und Perry ihre gemeinsame Arbeit fort. Das aus der Zusammenarbeit entstandene Album Missundaztood enthält 8 Titel, an denen Perry beteiligt war, unter anderem auch den Song Lonely Girl, der gemeinsam von Perry und Pink gesungen wurde. Der Erfolg des Albums ermöglichte Perry die Zusammenarbeit mit weiteren namhaften Künstlern.
2002 war Perry unter anderem auch für Jewel und Faith Hill als Songwriterin und Produzentin tätig. Im gleichen Jahr kam es zur Zusammenarbeit mit Christina Aguilera für deren Album Stripped. Zu Beginn der Aufnahmen bat Aguilera Perry ihr etwas vorzuspielen, um ihre Nervosität abzubauen. Perry wählte den Song Beautiful, zu dem sie eine sehr emotionale Beziehung hatte. Wie zuvor schon Pink bat Aguilera Perry, den Song veröffentlichen zu dürfen. Beeindruckt von Aguileras Stimme und Interpretation des Songs, stimmte Perry zu. Beautiful wurde 2004 für einen Grammy Award als Song des Jahres nominiert.

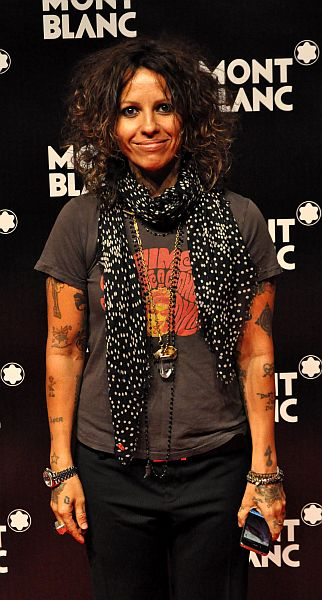
Linda Perry (2010)

2003 folgten erfolgreiche Projekte mit den Sugababes und Blaque Ivory und eine weitere Zusammenarbeit mit Pink. Im gleichen Jahr gründete Perry ihr zweites Musiklabel Custard Records und nahm den damals unbekannten britischen Sänger James Blunt als ersten Künstler unter Vertrag. 2004 war Blunts erstes Album Back to Bedlam die erste Veröffentlichung des Labels. Perry war als Produzentin und Gitarristin des Titels No Bravery beteiligt.
2004 kam es zu Kooperationen mit Britney Spears und Gwen Stefani. Perry traf zufällig auf Stefani und fragte, ob sie Unterstützung bei ihrem Soloalbum benötige. Obwohl Stefani anfänglich der Meinung war, dass ihre Musik zu unterschiedlich sei, entstanden aus der Zusammenarbeit drei Titel, die auf Stefanis Soloalbum Love. Angel. Music. Baby. veröffentlicht wurden. Dazu gehört unter anderem der Titel What You Waiting For?, der als erste Single veröffentlicht wurde. Perry unterstützte des Weiteren Juliette and the Licks, die Rockband der Schauspielerin Juliette Lewis, bei ihrer ersten Veröffentlichung Like a Bolt of Lightning als Songwriterin und Produzentin. Im gleichen Jahr begann Perry mit Courtney Love für deren erstes Soloalbum America’s Sweetheart zusammenzuarbeiten. Aufgrund der schlechten Verkaufszahlen des Albums und der Tatsache, dass Loves Plattenfirma nur einen Titel aus der Zusammenarbeit mit Perry veröffentlichte, bot Perry Love an, sie bei einem weiteren Soloalbum zu unterstützen. Beide arbeiteten seit 2006 an Loves Comeback-Album Nobody’s Daughter, das 2010 veröffentlicht wurde.
2005 produzierte Perry Kelly Osbournes Album Sleeping in the Nothing und unterstützte Lisa Marie Presley bei ihrem Album Now What als Co-Songwriter bei sechs Titeln. Osbournes Single One Word, die vor allem in England sehr erfolgreich war, fiel durch eine starke Ähnlichkeit mit dem Visage-Titel Fade to Grey auf, woraufhin Perry von Billy Currie wegen Verstoßes gegen das Urheberrecht verklagt wurde. Der angestrengte Prozess endete in einem Vergleich, und Perry willigte ein, einen Teil der Tantiemen an die Urheber von Fade to Grey zu zahlen.
2006 unterstützte Perry die Dixie Chicks mit dem Titel Voice Inside My Head. Es folgte eine erneute Zusammenarbeit mit Gwen Stefani und Christina Aguilera. Die gesamte zweite CD von Aguileras Album Back to Basics wurde von Perry produziert. Unter anderem ist sie Komponistin der Titel Hurt und Candyman. Der Eröffnungssong der zweiten CD, Enter The Circus wurde von Perry gesprochen. Den erfolgreichen Song Hurt schrieb Perry für ihren 2005 verstorbenen Vater.
2007 war Linda Perry für Vanessa Carlton tätig. Sie war Songwriterin und Produzentin der Titel Spring Street und This Time und Co-Songwritering des Titels The One für deren Album Heroes & Thieves. Sie unterstützte des Weiteren Alicia Keys bei den Aufnahmen zu deren Album As I Am bei den Titeln Superwoman, The Thing About Love und Sure Looks Good To Me. Für Céline Dion schrieb Perry den Titel My Love, der auf dem Album Taking Chances veröffentlicht wurde. Ebenfalls auf Dions Album zu finden ist eine Coverversion von Perrys Song New Dawn, den Perry 1999 auf ihrem zweiten Album After Hours veröffentlicht hatte.
2008 schrieb Perry für die italienischen Sängerin Giusy Ferreri den Titel La Scala (The Ladder) sowie Cuore Assente (The La La Song), der auf dem Album Gaetana veröffentlicht wurde. Des Weiteren produzierte sie Daniel Powters Album Under The Radar, das unter anderem auch den gemeinsam gesungenen Song Am I Still The One enthält.
2009 steuerte Perry den Titel A Loaded Smile zu Adam Lamberts Debüt-Album For Your Entertainment bei. Für Alicia Keys schrieb sie den Titel Pray for Forgiveness, der auf der Deluxe-Version von Keys Album The Element of Freedom veröffentlicht wurde. Auch auf Christina Aguileras Album Bionic war mit Lift Me Up erneut ein Titel von Perry zu finden.

### Deep Dark Robot
2010 gründete Perry mit Schlagzeuger Tony Tornay die Band Deep Dark Robot. Im Mai 2011 veröffentlichte das Duo das Album 8 Songs About a Girl und tourte anschließend durch US-amerikanische Clubs.

### Auszeichnungen
1993 erhielt Linda Perry bei den Bay Area Music Awards eine Auszeichnung als beste Sängerin.
2003 wurde Perry zweimal mit einem Preis der American Society of Composers, Authors, and Publishers ausgezeichnet sowie 2004 für den Grammy Award nominiert.
2006 wurde Perry bei Hit Quarters, einem Internetportal für A&Rs, auf Platz eins der World Top 100 A&R Chart geführt. Dies wurde mit dem weltweiten Erfolg des bei der Vertragsunterzeichnung mit Perrys Plattenlabel Custard Records noch unbekannten Künstlers, James Blunt, begründet.
2007 erhielt Perry eine Ehrung durch die San Francisco Recording Academy, die der National Academy of Recording Arts and Sciences angehört, für ihre erfolgreiche Arbeit vor allem mit jungen Künstlern, wie Christina Aguilera, Pink und Gwen Stefani.
2020 erhielt sie den Powerhouse Award.

### Persönliches

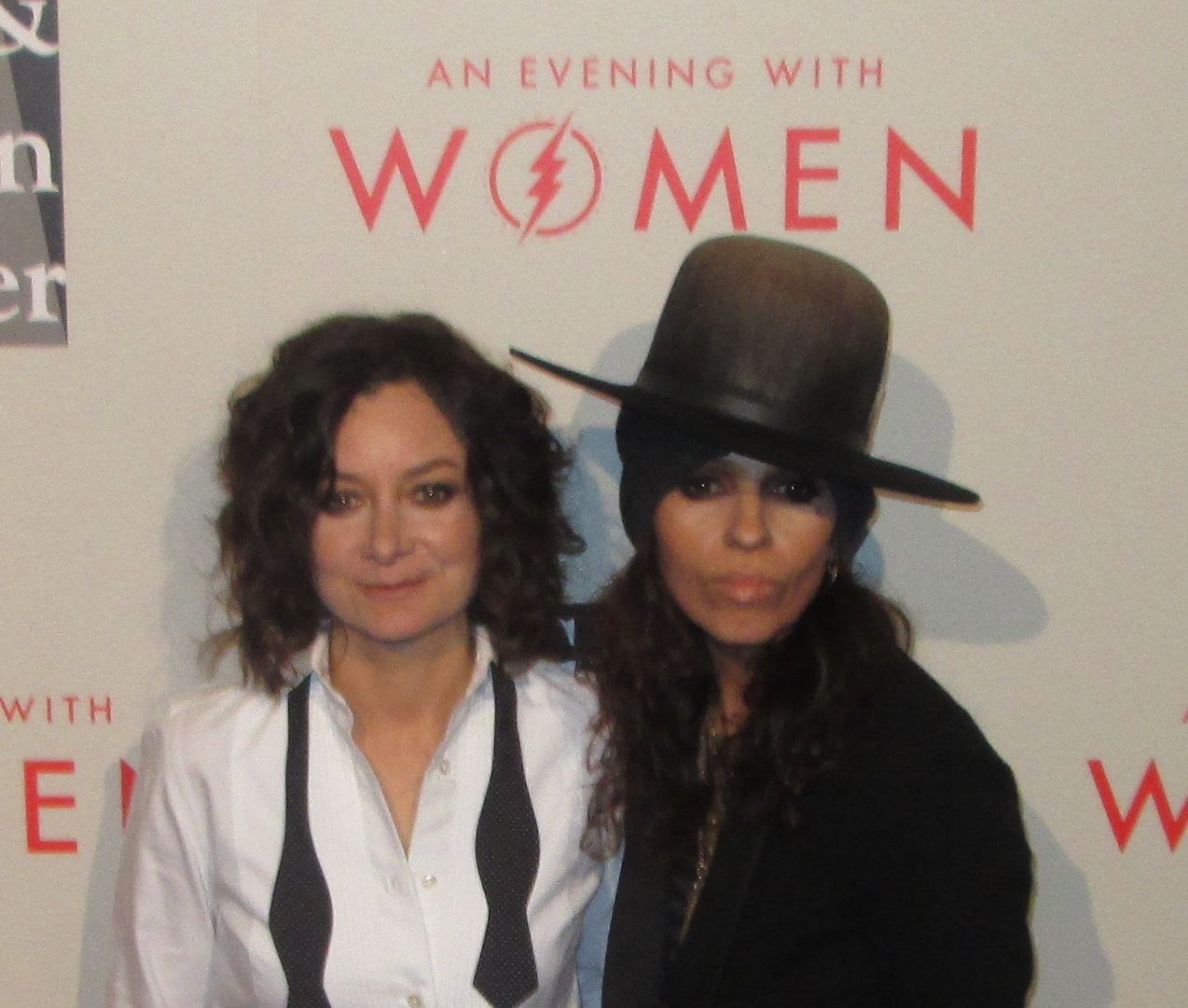
Sara Gilbert und Linda Perry (2014)

Linda Perry ist homosexuell und war unter anderem mit dem Model Amanda Moore verlobt. Am 30. März 2014 heiratete sie die Schauspielerin Sara Gilbert. Im Februar 2015 kam ihr gemeinsamer Sohn zur Welt.  Im Dezember 2019 wurde die Scheidung der beiden eingereicht.

## Diskografie als Interpretin

### Studioalben
- 1996: In Flight
- 1999: After Hours
- 2005: In Flight (Wiederveröffentlichung)
- 2011: 8 Songs About a Girl
- 2015: Deer Sounds (mit Sara Gilbert’s Deer Sounds)

### Singles
- 1996: Fill Me Up
- 1997: Freeway

## Diskografie als Autorin

### Alben
| Jahr | Interpret           | Album                   | Chartplatzierungen | Chartplatzierungen | Chartplatzierungen | Chartplatzierungen | Chartplatzierungen | Anmerkung                                            |
| Jahr | Interpret           | Album                   | DE                 | AT                 | CH                 | UK                 | US                 | Anmerkung                                            |
| ---- | ------------------- | ----------------------- | ------------------ | ------------------ | ------------------ | ------------------ | ------------------ | ---------------------------------------------------- |
| 1996 | Stone Fox           | Stone Fox               | —                  | —                  | —                  | —                  | —                  |                                                      |
| 2001 | Pink                | Missundaztood           | 5                  | 4                  | 7                  | 2                  | 6                  | (Co-)Songwriterin und Produzentin                    |
| 2005 | Kelly Osbourne      | Sleeping In The Nothing | —                  | —                  | —                  | 57                 | —                  | (Co-)Songwriterin und Produzentin aller Titel        |
| 2006 | Christina Aguilera  | Back to Basics          | 1                  | 1                  | 1                  | 1                  | 1                  | (Co-)Songwriterin und Produzentin aller Titel Disk 2 |
| 2007 | The Section Quartet | Fuzzbox                 | —                  | —                  | —                  | —                  | —                  | Produzentin                                          |
| 2007 | Ben Jelen           | Ex-Sensitive            | —                  | —                  | —                  | —                  | —                  | (Co-)Songwriterin von 6 Titeln / Produzentin         |
| 2007 | Celine Dion         | Taking Chances          | 5                  | 3                  | 1                  | 5                  | 3                  | Songwriterin/Produzentin von 2 Titeln                |
| 2008 | Daniel Powter       | Under the Radar         | 20                 | 74                 | —                  | 43                 | —                  | (Co-)Songwriterin von 2 Titeln / Produzentin         |

### Singles
| Jahr | Interpret          | Titel Album                                                  | Chartplatzierungen | Chartplatzierungen | Chartplatzierungen | Chartplatzierungen | Chartplatzierungen | Anmerkung                                          |
| Jahr | Interpret          | Titel Album                                                  | DE                 | AT                 | CH                 | UK                 | US                 | Anmerkung                                          |
| ---- | ------------------ | ------------------------------------------------------------ | ------------------ | ------------------ | ------------------ | ------------------ | ------------------ | -------------------------------------------------- |
| 1993 | 4 Non Blondes      | What’s Up Bigger, Better, Faster, More!                      | 1                  | 1                  | 1                  | 2                  | 14                 | Songwriterin                                       |
| 1993 | 4 Non Blondes      | Spaceman Bigger, Better, Faster, More!                       | 28                 | 19                 | 18                 | 53                 | —                  | Songwriterin                                       |
| 2002 | Pink               | Get The Party Started M!ssundaztood                          | 2                  | 2                  | 2                  | 2                  | 4                  | Songwriterin/Produzentin                           |
| 2003 | Christina Aguilera | Beautiful Stripped                                           | 4                  | 5                  | 7                  | 1                  | 2                  | Songwriterin/Produzentin                           |
| 2003 | Lillix             | Tomorrow Falling Uphill                                      | —                  | —                  | —                  | —                  | —                  | Songwriterin/Produzentin                           |
| 2004 | Gwen Stefani       | What You Waiting For? Love. Angel. Music. Baby.              | 22                 | 7                  | 17                 | 4                  | 47                 | Songwriterin                                       |
| 2004 | Courtney Love      | Mono America’s Sweetheart                                    | —                  | —                  | —                  | 41                 | —                  | Songwriterin                                       |
| 2005 | Kelly Osbourne     | One Word Sleeping in the Nothing                             | 38                 | —                  | —                  | 9                  | —                  | Songwriterin/Produzentin                           |
| 2005 | Lisa Marie Presley | Idiot Now What                                               | —                  | —                  | —                  | —                  | —                  | Songwriterin                                       |
| 2005 | Unwritten Law      | Save Me (Wake Up Call) Here’s to the Mourning                | —                  | —                  | —                  | —                  | —                  | Songwriterin/Produzentin                           |
| 2005 | Kelly Osbourne     | Redlight Sleeping in the Nothing                             | —                  | —                  | —                  | 73                 | —                  | Songwriterin/Produzentin                           |
| 2006 | Cheap Trick        | Perfect Stranger Rockford                                    | —                  | —                  | —                  | —                  | —                  | Songwriterin/Produzentin                           |
| 2006 | James Blunt        | No Bravery Back to Bedlam                                    | —                  | —                  | —                  | —                  | —                  | Produzentin nur in Frankreich veröffentlicht (#15) |
| 2006 | Christina Aguilera | Hurt Back to Basics                                          | 2                  | 2                  | 1                  | 19                 | 1                  | Songwriterin/Produzentin                           |
| 2006 | Skin               | Nothing But Fake Chemical State                              | —                  | —                  | —                  | —                  | —                  | Produzentin nur in Italien veröffentlicht          |
| 2007 | Christina Aguilera | Candyman Back to Basics                                      | 11                 | 17                 | 11                 | 14                 | 11                 | Songwriterin/Produzentin                           |
| 2007 | Ben Jelen          | Wherever Do We Go Ex-Sensitive                               | —                  | —                  | —                  | —                  | —                  | Songwriterin/Produzentin                           |
| 2008 | Daniel Powter      | Next Plane Home Under the Radar                              | 71                 | 61                 | 37                 | 70                 | —                  | Songwriterin/Produzentin                           |
| 2008 | Alicia Keys        | Superwoman As I Am                                           | 43                 | 43                 | 48                 | —                  | 82                 | Songwriterin                                       |
| 2008 | Christina Aguilera | Keeps Gettin' Better Keeps Gettin' Better – A Decade of Hits | 14                 | 15                 | 21                 | 14                 | 7                  | Songwriterin/Produzentin                           |
| 2008 | Céline Dion        | My Love My Love: Essential Collection                        | —                  | —                  | —                  | —                  | —                  | Songwriterin/Produzentin                           |
| 2009 | Giusy Ferreri      | La Scala (The Ladder) Gaetana                                | —                  | —                  | —                  | —                  | —                  | Songwriterin/Produzentin                           |
| 2009 | Gavin Rossdale     | Forever may You Run Wanderlust                               | —                  | —                  | —                  | —                  | —                  | Songwriterin/Produzentin                           |
| 2009 | Christina Aguilera | Lift Me Up Bionic                                            | —                  | —                  | —                  | —                  | —                  | Songwriterin/Produzentin                           |